# 双河市经济技术开发区
双河市经济技术开发区，是中华人民共和国新疆维吾尔自治区双河市下属的一个经济技术开发区。

## 行政区划
双河市经济技术开发区下辖以下地区：
园区虚拟社区。